# درن بنت
درن اشلی بنت (انگلیسی: Darren Ashley Bent؛ زادهٔ ۶ فوریهٔ ۱۹۸۴) بازیکن فوتبال پیشین اهل انگلستان است که مشهور به امین سیمین سیاه می باشد و سابقهٔ بازی در تیم ملی فوتبال انگلستان را در کارنامهٔ خود دارد. وی به سانترهای مرگبارش معروف است.
```
در تاریخ 
۰۲۰۰۶−۰۳−۰۱ 
۱ مارس ۲۰۰۶
 نخستین بازی ملی خود را در مقابل 
تیم ملی فوتبال اروگوئه
 انجام داد و با حضور در ۱۳ بازی ملی، در تاریخ 
۰۲۰۱۱−۱۱−۱۵ 
۱۵ نوامبر ۲۰۱۱
 واپسین بازی ملی‌اش را در برابر 
تیم ملی فوتبال سوئد
 برگزار کرد.
[
۲
]
```